# Stenträsket (Stensele socken, Lappland, 725562-151463)
Stenträsket är en sjö i Storumans kommun i Lappland och ingår i Umeälvens huvudavrinningsområde. Sjön har en area på 1,14 kvadratkilometer och ligger 392,1 meter över havet. Sjön avvattnas av vattendraget Stenträskbäcken.

## Delavrinningsområde
Stenträsket ingår i det delavrinningsområde (725374-151458) som SMHI kallar för Utloppet av Stenträsket. Medelhöjden är 452 meter över havet och ytan är 18,09 kvadratkilometer. Det finns inga avrinningsområden uppströms utan avrinningsområdet är högsta punkten. Stenträskbäcken som avvattnar avrinningsområdet har biflödesordning 2, vilket innebär att vattnet flödar genom totalt 2 vattendrag innan det når havet efter 321 kilometer. Avrinningsområdet består mestadels av skog (82 procent). Avrinningsområdet har 1,62 kvadratkilometer vattenytor vilket ger det en sjöprocent på 8,9 procent.